# Anopheles artemievi
Anopheles artemievi är en tvåvingeart som beskrevs av Gordeyev, Zvantsov, Goryacheva, Shaikevich och Yezhov 2005. Anopheles artemievi ingår i släktet malariamyggor (Anopheles) och familjen stickmyggor.

## Etymologi
Arten är döpt efter den ryske entomologen Mikhail Mikhailovich Artemiev.

## Utbredning
Artens utbredningsområde är Kirgizistan.